# Fannia cinerea
Fannia cinerea är en tvåvingeart som beskrevs av Chilcott 1961. Fannia cinerea ingår i släktet Fannia och familjen takdansflugor. Inga underarter finns listade i Catalogue of Life.